# Zduny
Zduny é um município da Polônia, na voivodia da Grande Polônia e no condado de Krotoszyn. Estende-se por uma área de 6,2 km², com 4 547 habitantes, segundo os censos de 2016, com uma densidade de 733,4 hab/km².